# 達太安
夏爾.奧吉耶·德·巴茨·德·卡斯泰爾莫爾，達太安伯爵 （法語： 法語發音：[ʃaʁl oʒje də bats də kastɛlmɔʁ kɔ̃t daʁtaɲɑ̃]，約1611年—1673年6月25日），又譯達爾達尼央，法國國王路易十四的劍客隊隊長，死於法荷戰爭的馬斯垂克之圍。
法國畫家加蒂安·德·庫爾蒂·德·桑德拉將其生平小說化。大仲馬據此基礎以《達太安浪漫三部曲》在創作比賽中獲得了冠軍，其中的《三劍客》最為知名。在《達太安浪漫三部曲》中，他作為主人公登場，並因此而聞名於世。此後又由此衍生出許多螢幕形象，不過這與達太安伯爵的真實歷史形象相差甚遠。

## 生平
達太安出生於法國西南部的吕皮亚克附近，父親貝特朗·德·巴茨（Bertrand de Batz）是一位貴族商人。夏爾·德·巴茨於1630年代來到巴黎，使用母親的顯赫姓氏孟德斯鳩，取名弗朗索瓦·德·孟德斯鳩·達太安（Françoise de Montesquiou d'Artagnan）。1632年，透過舅舅達太安伯爵亨利·德·孟德斯鳩（Henri de Montesquiou）的關係進入劍客隊，而亨利正是法國元帥皮埃爾·德·孟德斯鳩的父親。另一種說法說他可能是透過亨利的朋友特雷維爾先生（即特魯瓦維爾伯爵讓-阿爾芒·迪佩雷）的影響而進劍客隊的。達太安於1630年代中期加入劍客隊，效命於德埃薩爾隊長（Compagnie des Essarts）麾下。1640年代初期，劍客隊參加了阿拉斯、利斯河畔艾爾、拉巴塞、巴波姆、科利烏爾、佩皮尼昂等城的包圍戰，達爾達尼央本人是否參戰不詳，但可能參加了其中幾場戰役。他尋求了儒勒·马扎然作為保護傘，馬扎然於1643年起擔任首相。1646年劍客隊解散，達太安仍繼續為其保護者馬扎然效命。
第一次投石黨之亂後他成為馬扎然身邊的間諜。由於達太安在這段時期的忠誠，路易十四在許多秘密和微妙的處境下非常信任他。1651年馬扎然流亡時，達太安追隨在身邊，受到貴族的敵視。1652年被提拔為法國軍隊的中尉，1654年參加斯特奈戰役，後又參加朗德勒西和圣吉兰的圍攻，1655年提拔為上尉。1658年，在新改革後的劍客隊中任少尉。雖然軍階降低，但劍客隊遠遠比軍隊受人尊敬，實質上是被提拔。
達太安後來因為參加對尼古拉斯·富凱的逮捕而知名。1667年成為劍客隊的captain-lieutenant，成為這個國王衛隊的隊長。1667年被任命為里爾總督，但他是個不受歡迎的總督，並渴望回到戰場上。法荷戰爭爆發後，他的渴望得以實現。1673年6月25日，在馬斯垂克之圍中，被火槍擊中喉嚨而陣亡。法國歷史學家Odile Bordaz相信他的屍體埋葬在荷蘭Wolder的聖彼得和保羅教堂中。

## 大仲馬筆下的達太安
法國小說家庫蒂茲以真實人物夏爾·達爾達尼央的生平撰寫了小說《國王陛下的第一火槍隊副隊長達爾達尼央先生回憶錄》。大仲馬在此基礎上對其在內容和藝術上進行了大量的擴充，最後改寫成為他的鉅作之一：達爾達尼央浪漫三部曲（《三劍客》，《二十年後》，《布拉熱洛納子爵》）。整部作品涵蓋了達爾達尼央從一個加斯科涅的貴族子弟開始到在馬斯特里赫特作为法國元帥死亡的整個人生。雖然大仲馬知道庫蒂茲的版本含有大量虛構成分，但為了讓自己的小說顯得更加真實，他在《三劍客》的前言中肯定了這個版本的真實性。
達爾達尼央一開始是個頭腦發熱的年輕人，不僅想和羅什福爾特伯爵決鬥，甚至於打算在一場決鬥中和三位火槍手阿多斯、阿拉密斯和波爾多斯對決。在一同戰胜紅衣主教黎塞留的衛兵後，他與三個火槍手結成了莫逆之交。而後的一系列冒險使他成為了黎塞留的敵人。後來他甚至保住了當時的王后奧地利的安妮的名譽，在《三個火槍手》的最後，他英勇的表現讓黎塞留深受感動，並任命他為「國王陛下的第一火槍隊」副隊長。
由於被王后遺忘，達爾達尼央在此後的二十年一直懷才不遇，直到二十年後法國第一次投石黨運動爆發。在偶然的機會下，他和老朋友羅什福爾特見了面，并在羅什福爾特的推薦下，從新為王太后和紅衣主教馬薩林所賞識。和原來的好友相聚，才發現大家已站在不同的陣營，成為了敵人。在阿多斯激昂的演說下，決定無論處在什麽情況下，都以友情和正義為先。在巴黎投石黨運動的高潮中，他僅靠一輛馬車，成功的將王太后、年幼的路易十四和紅衣主教馬薩林順利地送出巴黎。在英國為了幫助阿多斯，毅然放棄自己的任務，為了拯救查理一世，和共同的敵人摩爾東特鬥爭。回到法國之後，在被紅衣主教馬薩林軟禁的情況下，不僅依靠自己的才智和波爾多斯的幫助順利逃脫，並且反將一軍，將馬薩林綁架，順利營救了阿多斯和阿爾密斯，并最終獲得了國王第一火槍隊隊長的職位。
時間又推移了十年，由於馬薩林的出爾反爾，收回了火槍隊隊長的職位，讓達爾達尼央再次陷入了人生的低谷。在馬薩林彌留之際，成年的路易十四再次想起了他，但這次達爾達尼央沒有向路易十四推薦自己，反而決定暫時離開法國宮廷這個是非之地。他靈活的大腦中又策劃了更大的計畫。他出發到英格蘭，成功的綁架了蒙克將軍，而且還巧遇了前來幫助查理二世取回皇室財產的阿多斯。在阿多斯和達爾達尼央的幫助下，查理二世重登皇位，並封阿多斯為英國皇家爵士並用重金向達爾達尼央贖回了蒙克。二人成為特使送查理二世的妹妹回法國，完成其和路易十四的弟弟安茹公爵聯姻。達爾達尼央也重返路易十四的身邊成為他的心腹。
後來達爾達尼央更成為路易十四的密探，探聽到阿爾密斯和波爾多斯為了財政大臣尼古拉斯·富凱而策劃的陰謀，並衝入巴士底獄救出被當成鐵面人的路易十四。之後的一段時間裡，波爾多斯在逃亡中不幸去世，阿爾密斯出奔西班牙，拉烏爾（布拉熱洛納子爵）由於愛人為路易十四所奪而獻身戰場，阿多斯在拉烏爾和波爾多斯之死的雙重打擊下重病而亡。時間又推移了四年，在馬斯特里赫特的戰場上，達爾達尼央終於得到了法國元帥的權杖，但就在這一刻一顆炸彈在他身邊爆炸，結束了他傳奇而英勇的一生。

### 生平一覽
- 一六二五年春：離開故鄉加斯科涅前往巴黎投奔特雷維爾（法语：Jean-Armand du Peyrer）先生。
- 一六二五年四月頭一個星期一：經過默恩鎮時第一次遇到羅什福爾特伯爵（英语：Comte de Rochefort）和米萊狄，推薦信被偷。
- 幾天後：到達巴黎，拜見特雷維爾先生，並和三位火槍手阿多斯、阿拉密斯和波爾多斯約定在加爾默羅－赤足修道院決鬥；與三位火槍手共同打敗紅衣主教的衛兵，得到路易十三的賞識，成為年輕禁軍；与三位火槍手成为好友，得到跟班普朗挈，住进裁縫店老闆波那瑟家，开始巴黎的生活。

## 電影和電視
曾經出演過達太安的演員有
- Aimé Simon-Girard，《三个火枪手（英语：Les Trois Mousquetaires）》（1921年）
- 范朋克，《三个火枪手（英语：The Three Musketeers (1921 film)）》（1921年）和 《鐵面人》（1929年）
- 沃尔特·艾贝尔（英语：Walter Abel），《三个火枪手（英语：The Three Musketeers (1935 film)）》 （1935年）
- 唐·阿米契，《三个火枪手（英语：The Three Musketeers (1939 film)）》（1939年）
- 华伦·威廉，《鐵面人（英语：The Man in the Iron Mask (1939 film)）》 （1939年）
- 金·凱利，《三个火枪手》（1948年）
- 劳伦斯·佩恩（英语：Laurence Payne），《三个火枪手》（电视连续剧，1954年）
- 马克西米利安·谢尔，《三个火枪手》（电视劇場版，1960）
- 让·马莱，《Le Masque de fer》 （法國版《鐵面人》，1962年）
- Gerard Barrais，《Les Trois Mousquetaires》（法国，1963年）
- 杰里米·布雷特，《三个火枪手》（电视连续剧，1966年）
- Kenneth Welsh，《三个火枪手》 （加拿大电视劇場版，1969年）
- Sancho Gracia，《Los Tres Mosqueteros》（电视连续剧，1971年）
- 麥可·約克，《三个火枪手》（1973年）、（1974年）、《三剑客归来（英语：The Return of the Musketeers）》（1989年）和《骑士俏佳人（英语：La Femme Musketeer）》（2003年）
- 米哈伊尔·博亚尔斯基（英语：Mikhail Boyarsky），《達太安和三劍客（英语：D'Artagnan and Three Musketeers）》（1978年）及其後續作品（1992年、1993年、2009年）
- Louis Jourdan， 《鐵面人》（电视劇場版，1977年）
- 柯纳·王尔德，《烽火血淚美人恩（英语：The Fifth Musketeer）》（或译《歷劫山河》，1979年）
- 克里斯·奧唐納， 《三个火枪手（英语：The Three Musketeers (1993 film)）》（1993年）
- 菲利浦·诺瓦雷，《豪情玫瑰（英语：Revenge of the Musketeers (1994 film)）》 （或译《剑客之女》，1994年）
- 丹尼斯·海登（英语：Dennis Hayden (actor)）， 《鐵面人》（1998年的首个版本）
- 蓋布瑞·拜恩， 《鐵面人》（1998年的另一个版本）
- 賈斯汀·錢柏斯，《三劍客（英语：The Musketeer）》（2001年）
- 弗拉基米尔·泽连斯基，《三个火枪手（英语：Three Musketeers (2004 musical)）》（2004年）
- 查爾斯·沙恩納希，《Young Blades》（电视连续剧，2005年）
- 羅根·勒曼，（2011年）
- 鄭容和，《三劍客》（2014年）

補充
- 2009年動畫電影《芭比公主三劍客》以達泰安伯爵的故事為背景，更以女主角Corinne為成為劍客，提及其父親達泰安的介紹信作為致敬。

## 外部連結
- D'Artagnan's death at the 1673 siege of Maastricht, an article by Hennie Reuvers in Crossroads web magazine